# Mathurin Guillaume Guibert de La Noe
Pour les articles homonymes, voir Guibert et La Noë.
Mathurin Guillaume Guibert de La Noe, généralement appelé Mathurin Guibert, né en 1765 à Saint-Servan-sur-Mer et mort en 1824 dans la même ville, est un capitaine, négociant, armateur et homme politique. D'abord capitaine corsaire, il devient ensuite négociant, dirigeant de chantier naval et armateur à Saint-Servan en Bretagne, où il est le principal employeur de la région de Saint-Malo. Il est élu maire de Saint-Servan sous la Restauration.

## Biographie

### Corsaire fils de corsaire
Mathurin Guillaume Guibert de La Noe est né le 13 septembre 1763. Il est le fils aîné de Mathurin Guibert de La Noe (1724-1809), capitaine corsaire puis armateur à Saint-Servan en Bretagne, sieur ou seigneur du Clos, et de Marie Thérèse Collet de La Fontaine. Son père était corsaire ; prisonnier des Anglais en 1757, il s'évada et devint armateur.
Le prénom usuel de Mathurin Guillaume est Mathurin, comme tous les aînés de la branche aînée de cette famille réputée puissante et influente. Le 10 janvier 1783, il épouse Jeanne- Perrine Ruault de la Motte.
Mathurin Guibert commence par être capitaine corsaire. Pendant la Révolution, il est considéré comme modéré.

### Négociant, armateur et constructeur
Sous le nom de « Mathurin Guibert fils », il est négociant et armateur de navires sous le Consulat. En 1802, il vend un sloop, le Désiré, et fait construire trois navires par Jean-Baptiste Collet : le trois-mâts la Ville de Saint Malo, un brigantin, le Courrier de Terre-Neuve, et le brick l'Elisabeth. 
Il prend à la mort de son père la direction de la maison Guibert sous le Premier Empire en 1809. Robert Surcouf lui confie en 1810 la construction d'un brick de 150 tonneaux et 14 canons, l'Auguste, qui est capturé par les Anglais trois semaines après son départ. 
Mathurin Guibert augmente l'activité de son entreprise, surtout à partir de 1815, jusqu'à en faire la principale de Saint-Servan. Négociant, armateur et constructeur, il emploie quelques centaines de marins et plus de deux cents ouvriers, pour les diverses activités de l'entreprise qui sont les chantiers navals, la pêche côtière, la grande pêche de Terre-Neuve, le commerce et l'activité de préparation de la morue,,. 
Il fait aussi partie de différentes instances comme la commission départementale de surveillance des bateaux à vapeur. Il est souvent l'arbitre des places de pêches à Terre-Neuve.

### Maire de Saint-Servan
Mathurin Guibert est maire de Saint-Servan de 1821 à sa mort en 1824. Il est considéré par ses contemporains comme ayant fait beaucoup de bien, par son administration comme par son activité de principal employeur.
Il meurt le 22 septembre 1824, peu après avoir appris sa nomination comme chevalier de la Légion d'honneur. Par reconnaissance pour son action, le conseil municipal vote l'édification d'un monument qui est érigé en son honneur, aux frais de la ville, sur son tombeau au cimetière de la Vigne au Chapt,.

Tombe de Mathurin Guilbert au cimetière Jeanne-Jugan.
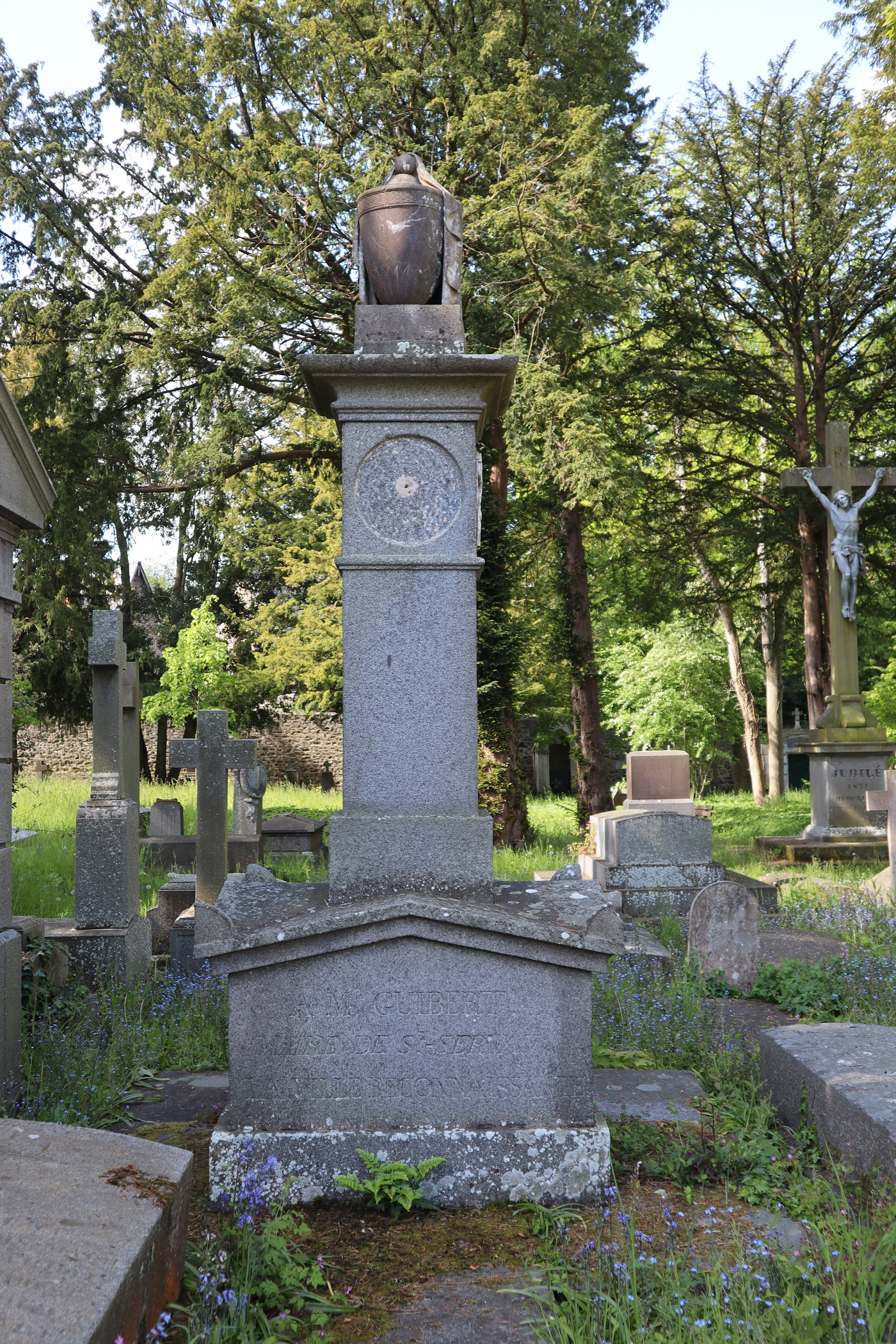
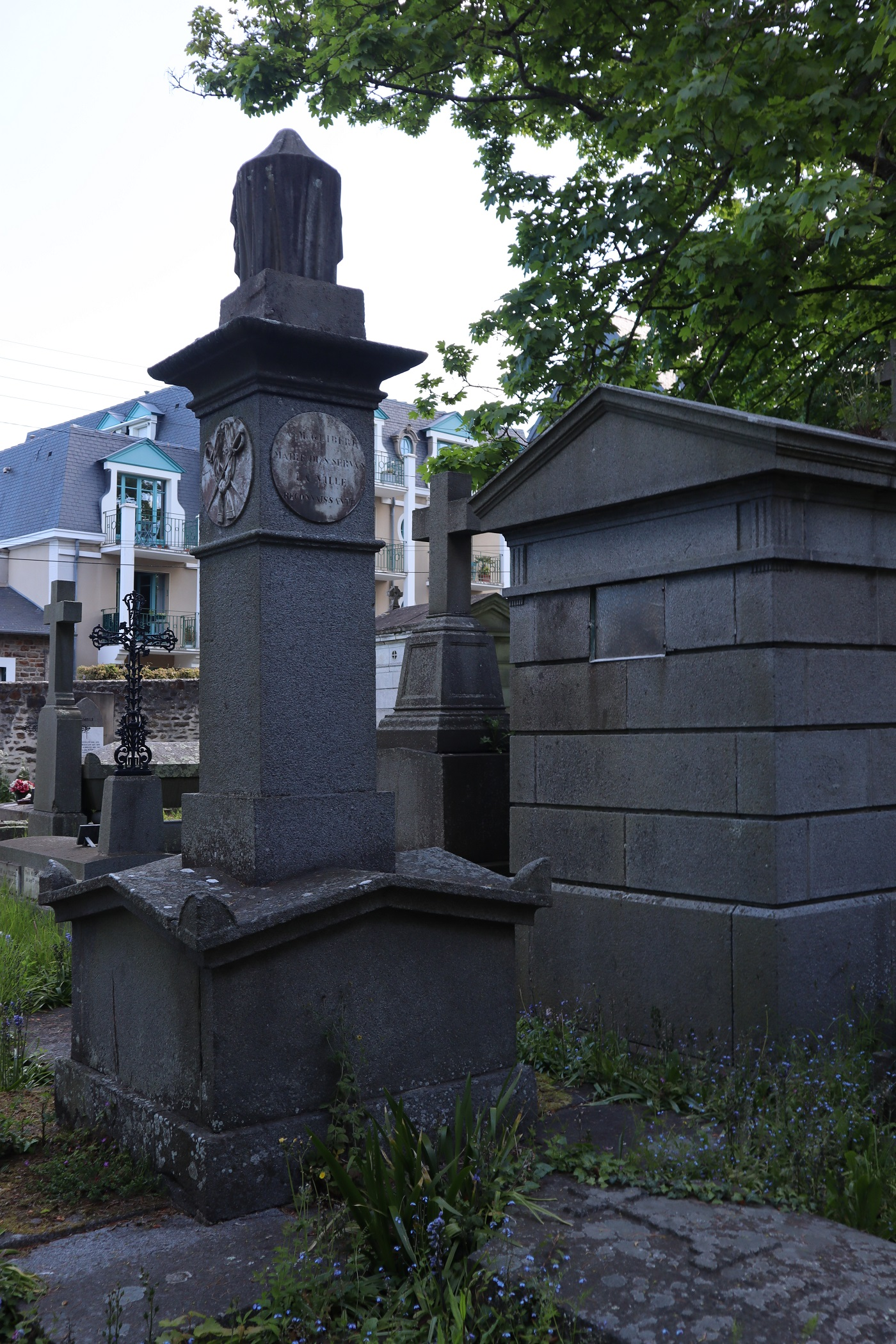

### Postérité
Mathurin Guibert épouse à Saint-Malo en 1785 Jeanne-Perrine Ruault ou Ruault de La Motte (1762-1847) fille du capitaine Guy Pierre Ruault de La Motte et de Jeanne Serot, fille d'un capitaine de navire. 
- Ils ont au moins trois enfants, parmi lesquels :
  - Mathurin Joseph Guibert de La Noe (1791-1855), qui prend la succession de son père comme maire (de 1824 à 1830) et à la tête de l'entreprise ; il emploie plus de 800 marins sur vingt-deux navires, et beaucoup de personnel pour les autres activités. Son influence est réputée considérable, elle lui permet d'être élu conseiller général contre le candidat officiel du gouvernement[7],[11].
    - Le fils de Mathurin Joseph, également appelé Mathurin Guibert (v.1820-1888), lui succède à son tour comme directeur de l'entreprise, maire et conseiller général[7],[12].

  - Mélanie Adèle Guibert (1793-1874), qui épouse Étienne-Jacques Véron, ils ont deux enfants :
    - Auguste Véron (1819-1901), qui devient vice-amiral puis sénateur[13].
    - Amélie Véron, qui épouse Gustave Riou du Cosquer (1820-1901), avocat, bâtonnier de Rennes.

## Hommages
- Chevalier de la Légion d'honneur[7], 1824.
- La « rue Mathurin Guibert » est nommée en son honneur à Saint-Malo[2].
- Un monument est élevé sur son tombeau, offert par la ville.